# Дегустація кави

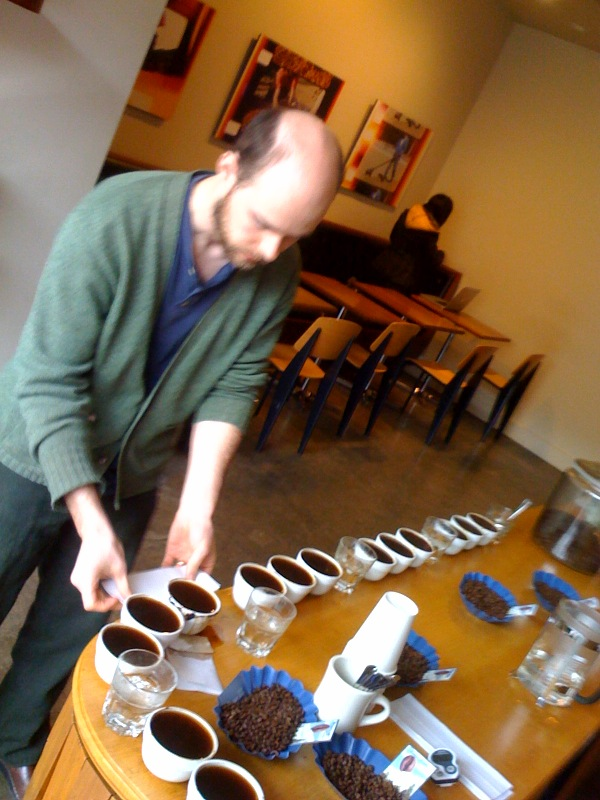
Щоденна робота професійного дегустатора, Портленд, штат Орегон

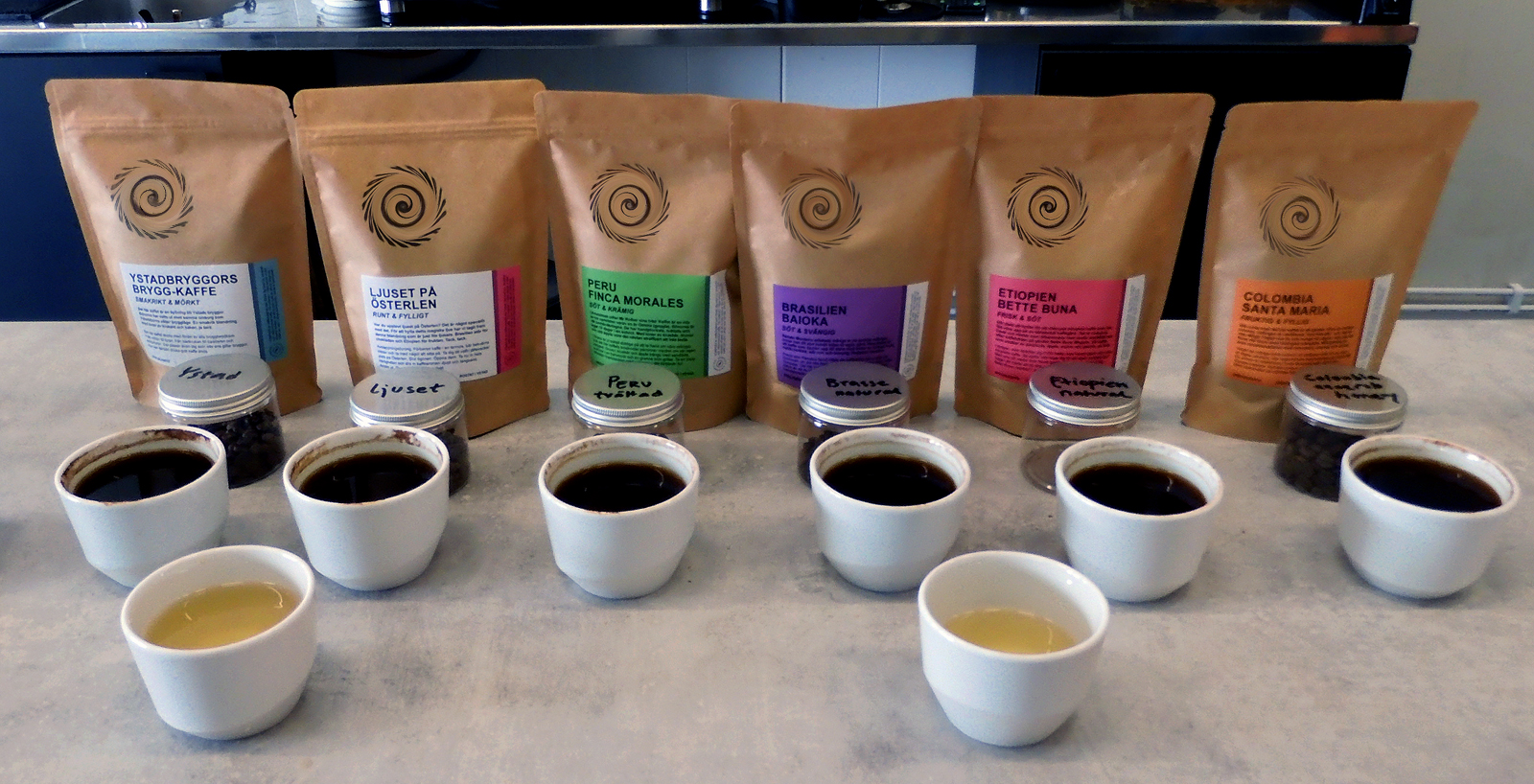
Дегустація кави в Істад 2024.

Дегустація кави або капінг (англ. cupping) — тестування смакових якостей, а також візуальна і нюхова оцінка кавового напою, для відбору та класифікації сортів кави. Також при дегустації відбувається оцінка зерен, їх розміру, кольору і форми. Оцінці піддається мелену та розчинну каву, при дегустації останнього здебільшого оцінці піддається смак напою. Це відбувається через те, що аромат розчинної кави сильно поступається меленому. Якщо відбувається дегустація декількох напоїв з метою їх порівняння, то передбачається, що всі зразки повинні бути одного помелу і одного ступеня обжарювання. Дегустація може проводитися як професійними дегустаторами, так і звичайними людьми з власними критеріями оцінки. 

## Підготовка та дегустація
Для дегустації готують зразки кави і необхідне обладнання: однакові чашки і ложки, склянку з холодною водою, в якій миють ложки і склянку з питною водою кімнатної температури.

### Візуальна оцінка
Візуальна оцінка проходить за абсолютно нерухомою чашці, огляд проходить приблизно 15 секунд. Якщо відбувається оцінка еспресо, то він повинен мати пінку горіхового кольору з темно-коричневими розводами. Текстура повинна бути дуже щільною з маленькими бульбашками. Не повинно бути великих бульбашок, білих плям, також через піну не повинно бути видно сам напій. Якщо пінка має сіруватий колір, значить у кави використовують помітне кількість робусти.

### Нюхова оцінка
На початку дегустатор нюхає кави не перемішуючи, потім може перешкодити його. Якщо відбувається групова дегустація, то перемішування кави зазвичай відбувається тільки після указу керівника групи. Під час нюхової оцінки дегустатор нюхає напій всього кілька секунд, після цього йде оцінка, можливо з письмовою заповненням картки, така оцінка може проводитися кілька разів поспіль.

### Смакова оцінка
Оцінка проводиться наступним чином: в рот береться невелика кількість напою і оцінюється рівень кислотності і смаку, а також насиченість кави. Після цього кава випльовують в спеціально призначений для цього резервуар. За іншими джерелами кави ковтають.
Під час смакової оцінки важливо охарактеризувати наступні моменти: 
- Аромат і смак кави. Розрізняють такі основні групи смаків і ароматів: злаки та пластівці, горіхи, смажене, спеції, пікантні, рослинні земляні трави, квіти, фрукти, шоколад, солодке та цукрове.[1]
- Кислотність кави
- Тіло кави
- Післясмак кави
- Збалансованість кави[1]

## Цікаві факти
- Професійні дегустатори часто використовують власну термінологію для оцінки якості кави, яка включає сотні термінів.[5]
- Професійні дегустатори можуть оцінювати до 400 чашок кави в день.[2]
- Деякі професійні дегустатори кави можуть при дегустації визначити країну і плантацію, з якої було зібрано оцінюваний кави.[2]